# Canton du Grand-Serre
Le canton du Grand-Serre est une ancienne division administrative française située dans le département de la Drôme, en région Rhône-Alpes, dans l'arrondissement de Valence.

## Histoire
Le canton a été supprimé en mars 2015 à la suite du redécoupage des cantons du département. Les 11 communes ont rejoint le nouveau canton de Drôme des collines.

## Composition
| Nom                          | Code Insee | Intercommunalité        | Superficie (km2) | Population (dernière pop. légale) | Densité (hab./km2) |
| ---------------------------- | ---------- | ----------------------- | ---------------- | --------------------------------- | ------------------ |
| Le Grand-Serre (chef-lieu)   | 26143      | CC Porte de DrômArdèche | 24,74            | 898 (2014)                        | 36                 |
| Épinouze                     | 26118      | CC Porte de DrômArdèche | 11,21            | 1 630 (2014)                      | 145                |
| Hauterives                   | 26148      | CC Porte de DrômArdèche | 30,51            | 1 886 (2014)                      | 62                 |
| Lapeyrouse-Mornay            | 26155      | CC Porte de DrômArdèche | 11,45            | 1 210 (2014)                      | 106                |
| Lens-Lestang                 | 26162      | CC Porte de DrômArdèche | 16,41            | 814 (2014)                        | 50                 |
| Manthes                      | 26172      | CC Porte de DrômArdèche | 6,83             | 669 (2014)                        | 98                 |
| Montrigaud                   | 26210      | CA Valence Romans Agglo | 28,73            | 477 (2014)                        | 17                 |
| Moras-en-Valloire            | 26213      | CC Porte de DrômArdèche | 8,58             | 647 (2014)                        | 75                 |
| Saint-Christophe-et-le-Laris | 26298      | CA Valence Romans Agglo | 11,35            | 405 (2014)                        | 36                 |
| Saint-Sorlin-en-Valloire     | 26330      | CC Porte de DrômArdèche | 26,50            | 2 221 (2014)                      | 84                 |
| Tersanne                     | 26349      | CC Porte de DrômArdèche | 9,49             | 363 (2014)                        | 38                 |

## Administration

### conseillers généraux (1833-2015)
| Période | Période      | Identité                                  | Étiquette       | Qualité |
| ------- | ------------ | ----------------------------------------- | --------------- | --- |
| 1833    | 1839         | Pierre-Antoine Perriolat fils (1784-1872) |                 | Ancien magistrat, propriétaire à Hauterives                                                                                   |
| 1839    | 1874         | Francis Prudent Baron de Bernon           |                 | Propriétaire du château de Senan Maire de Moras-en-Valloire Maître des requêtes au Conseil d'État                             |
| 1874    | 1902 (décès) | Louis Bizarelli                           | Gauche radicale | Médecin au Grand-Serre Député (1879-1899) Sénateur (1899-1902)                                                                |
| 1902    | 1910 (décès) | Émile Genthon                             | Rad.            | Maire d'Hauterives, conseiller d'arrondissement                                                                               |
| 1910    | 1913         | Jules Nadi                                | SFIO            | Employé Député (1914-1928) Maire de Romans Elu en 1919 dans le Canton de Romans-sur-Isère                                     |
| 1913    | 1924         | Joseph Pey (1879-1939)                    | Rad.            | Avocat à Valence |
| 1924    | 1940         | Élie Effantin (1875-1941)                 | Rad.            | Cultivateur Maire de Manthes (1924-1941)                                                                                      |
|         |              |                                           |                 | |
| 1945    | 1970         | Prudent Ageron                            | SFIO            | Professeur Maire du Grand-Serre (1944-1953)                                                                                   |
| 1970    | 1982         | André Brunet                              | PS              | Négociant, suppléant du député Georges Fillioud (1973-1981) Député (1981-1986), maire de Saint-Sorlin-en-Valloire (1965-1995) |
| 1982    | 2010 (décès) | Gabriel Biancheri                         | RPR puis UMP    | Vétérinaire maire de Hauterives (1983-2010) Député (2002-2010) Ancien vice-président du Conseil général                       |
| 2010    | 2015         | Emmanuelle Anthoine                       | UMP             | Avocate Adjointe au maire d'Hauterives Elue en 2015 dans le Canton de Drôme des collines                                      |

### Conseillers d'arrondissement (1833-1940)
| Période | Période          | Identité                                          | Étiquette         | Qualité |
| ------- | ---------------- | ------------------------------------------------- | ----------------- | --- |
| 1833    | 1839             | Jacques-Alexandre Allizon (1772-1840)             |                   | Ancien Directeur des contributions indirectes à Gap Propriétaire au Grand-Serre                             |
| 1839    | 1848             | Henri Hours de Perrotin de Bellegarde (1809-1890) |                   | Propriétaire à Moras                                                                                        |
| 1848    | 1852             | André Reynaud (1803-1876)                         |                   | Propriétaire à Hauterives                                                                                   |
| 1852    | 1858             | Charles Augustin Ferlay (1802-1869)               |                   | Notaire, maire d'Hauterives                                                                                 |
| 1858    | 1870             | Prosper Revol (1805-1884)                         |                   | Médecin, adjoint au maire de Moras                                                                          |
| 1870    | 1880             | Jean-François Gauthier                            |                   | Propriétaire - Maire de Montrigaud                                                                          |
| 1880    | 1884 (décès)     | Jean Michel Pangon                                |                   | Maire d'Hauterives                                                                                          |
| 1884    | 1892             | Jean Jourdan                                      |                   | Percepteur, maire de Moras                                                                                  |
| 1892    | 1902 (démission) | Emile Genthon                                     |                   | Maire d'Hauterives                                                                                          |
| 1902    | 1919             | Suzerain Alphonse Laurent (1843-1923)             |                   | Maire de Saint-Sorlin                                                                                       |
| 1919    | 1927 (décès)     | Barthélemy Perret                                 |                   | Maire du Grand-Serre                                                                                        |
| 1928    | 1940             | Louis Bret                                        | Radical puis SFIO | Propriétaire à Saint-Sorlin, conseiller municipal d'Hauterives                                              |
| 1940    |                  |                                                   |                   | Les conseils d'arrondissement ont été suspendus par la loi du 12 octobre 1940 et n'ont jamais été réactivés |

## Démographie
| 1962  | 1968  | 1975  | 1982  | 1990  | 1999  | 2006  | 2011   | 2012   |
| ----- | ----- | ----- | ----- | ----- | ----- | ----- | ------ | ------ |
| 7 690 | 7 594 | 7 120 | 7 248 | 7 748 | 8 291 | 9 466 | 10 699 | 10 919 |